# Baby, You Knock Me Out
Baby, You Knock Me Out («Крошка, ты меня шокируешь») — пятый эпизод девятого сезона мультсериала «Гриффины». Премьерный показ состоялся 14 ноября 2010 года на канале FOX.

## Сюжет
У Питера день рождения, и по этому поводу он отправляется с семьёй и друзьями в боксёрский клуб, где его жене, Лоис, предлагают принять участие в поединке. После того, как она с лёгкостью его выигрывает, владелец клуба предлагает женщине профессиональную карьеру, но поскольку Лоис не понимает, как она сделала это, она отказывается. Впрочем, Питеру идея о том, что его жена станет профессиональной боксёршей, нравится, он прибегает к различным уловкам и, в конце концов, Лоис начинает серьёзно тренироваться, представляя лишь, как она избивает «ненавистного Питера».
В одном из поединков Лоис ломают нос, и она отказывается от дальнейшей профессиональной карьеры, осознав, что всё это время ею двигало лишь желание избить мужа.
Однако она сталкивается с Дирдре Джексон, известной боксёршей, которая вызывает Лоис на бой. В тяжёлом поединке Лоис одерживает победу и продолжает профессиональную карьеру.

## Создание
Автор сценария: Алекс Картер
Режиссёр: Джулиус Ву
Композитор: Рон Джонс
Приглашённые знаменитости: Люк Адамс (в роли хозяина боксёрского клуба), Кэрри Фишер (в роли Анжелы, начальницы Питера) и Николь Салливан (в роли Дирдре Джексон)

## Интересные факты